# Pacekelan
Pacekelan is een bestuurslaag in het regentschap Purworejo van de provincie Midden-Java, Indonesië. Pacekelan telt 2120 inwoners (volkstelling 2010).